# Gare de Tieffenbach - Struth
La gare de Tieffenbach - Struth est une gare ferroviaire française de la ligne de Mommenheim à Sarreguemines, située sur le territoire de la commune de Tieffenbach, à proximité de Struth, dans la collectivité européenne d'Alsace, en région Grand Est.
C'est une halte voyageurs de la Société nationale des chemins de fer français (SNCF), desservie par des trains du réseau TER Grand Est.

## Situation ferroviaire
Établie à 246 mètres d'altitude, la gare de Tieffenbach - Struth est située au point kilométrique (PK) 40,609 de la ligne de Mommenheim à Sarreguemines, entre les gares ouvertes de Wingen-sur-Moder  et de Diemeringen.

## Histoire
La gare est mise en service lors de l'ouverture de la section de voie ferrée de Mommenheim à Kalhausen, le 1er mai 1895.

## Fréquentation
De 2015 à 2024, selon les estimations de la SNCF, la fréquentation annuelle de la gare s'élève aux nombres indiqués dans le tableau ci-dessous.
| Année     | 2015   | 2016   | 2017   | 2018   | 2019   | 2020   | 2021   | 2022   | 2023   | 2024   |
| --------- | ------ | ------ | ------ | ------ | ------ | ------ | ------ | ------ | ------ | ------ |
| Voyageurs | 54 594 | 58 729 | 60 852 | 65 095 | 63 356 | 39 193 | 53 190 | 72 219 | 73 264 | 78 977 |

## Service des voyageurs

### Accueil
Halte SNCF, c'est un point d'arrêt non géré (PANG) à accès libre. Elle est équipée d'un automate pour l'achat de titres de transport TER.

### Desserte
Tieffenbach - Struth est desservie par les trains TER Grand Est, de la Ligne Strasbourg - Sarreguemines - Sarrebruck.

## Intermodalité
Un parc pour les vélos et un parking pour les véhicules y sont aménagés.
En complément de la desserte ferroviaire, elle est desservie par des cars TER Grand Est : Diemeringen (ou Sarreguemines) -Strasbourg.